# Alphonse-Léon Berger
Pour les articles homonymes, voir Berger (homonymie).

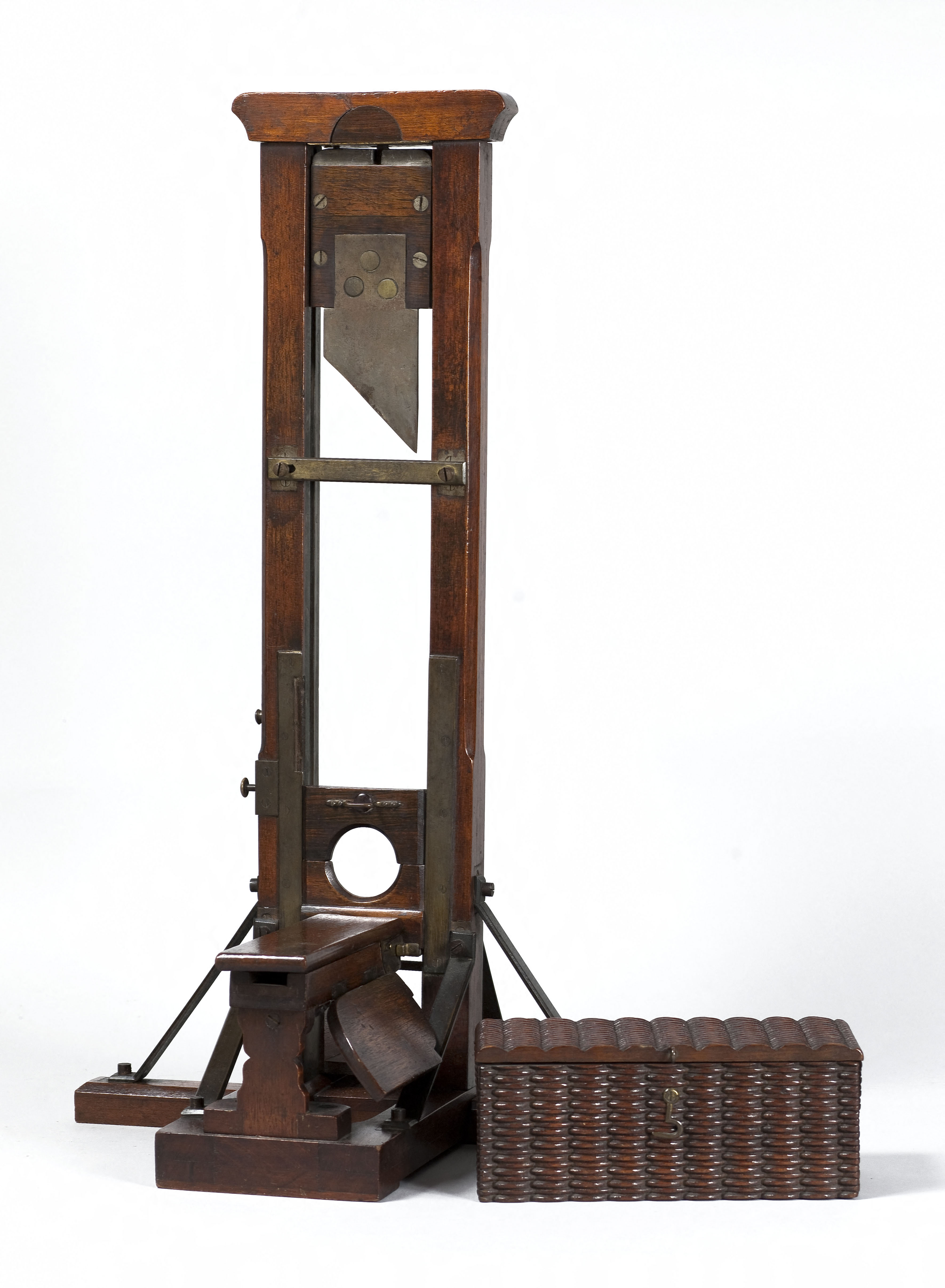
Modèle réduit de guillotine avec le panier servant à la réception du corps, par Alphonse-Léon Berger en 1876.

Alphonse-Léon Berger dit Léon, né à Perpignan le 15 février 1841 et décédé à Paris le 3 juin 1906, était un bourreau français, aide de Nicolas Roch, dont il épousa en deuxièmes noces la fille Olympe. Il fut bourreau de Corse de 1870 à 1875. En 1880, il devint  adjoint de première classe à l’exécuteur en chef, Louis Deibler.
Menuisier de formation, il créa en 1868 le modèle de guillotine utilisé jusqu’à l'abolition de la peine de mort,.